# Charonia lampas capax
Charonia lampas capax es una subespecie de molusco gasterópodo de la familia Ranellidae.

## Distribución
Esta especie marina tiene una amplia distribución: Mar del Norte, Océano Atlántico Norte (Azores, Madeira, Canarias, Cabo Verde), Océano Atlántico (frente a las costas africanas), Mar Mediterráneo y Océano Índico (frente a Madagascar, la costa este de Sudáfrica).

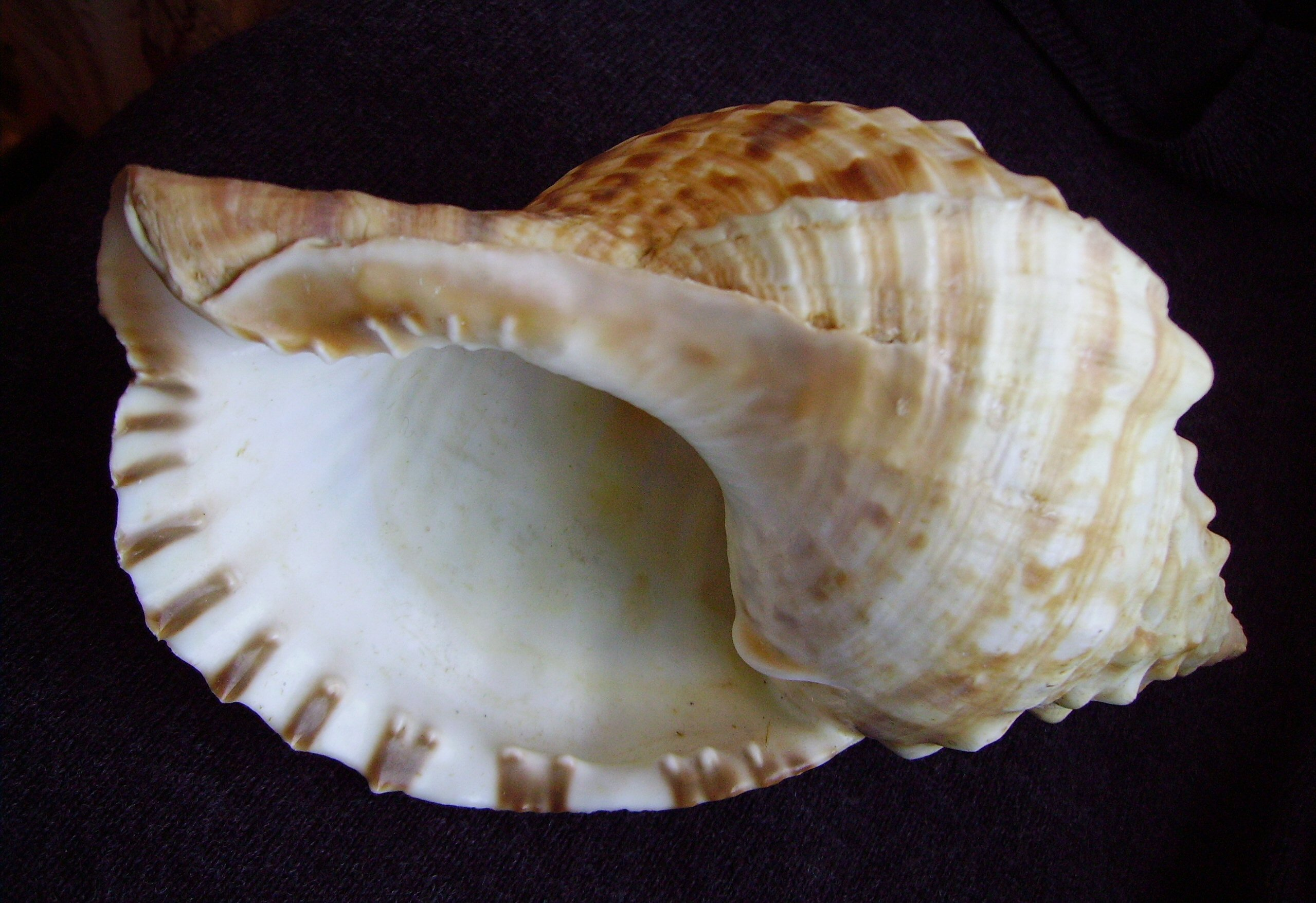
Vista ventral del caparazón de Charonia lampas capax